# العلاقات اليابانية الإثيوبية
العلاقات اليابانية الإثيوبية هي العلاقات الثنائية التي تجمع بين اليابان وإثيوبيا.

## مقارنة بين البلدين
هذه مقارنة عامة ومرجعية للدولتين:
| وجه المقارنة                                              | اليابان         | إثيوبيا                        |
| --------------------------------------------------------- | --------------- | ------------------------------ |
| المساحة (كم2)                                             | 377.97 ألف      | 1.10 مليون                     |
| عدد السكان (نسمة)                                         | 126.79 مليون    | 104.96 مليون                   |
| الكثافة السكانية (ن./كم²)                                 | 335.45          | 95.42                          |
| العاصمة                                                   | طوكيو           | أديس أبابا                     |
| اللغة الرسمية                                             | اللغة اليابانية | اللغة الأمهرية                 |
| العملة                                                    | ين ياباني       | بير إثيوبي                     |
| الناتج المحلي الإجمالي (بليون دولار)                      | 4.87 تريليون    | 80.56 مليار                    |
| الناتج المحلي الإجمالي (تعادل القوة الشرائية) بليون دولار | 5.18 تريليون    | 161.90 مليار                   |
| الناتج المحلي الإجمالي الاسمي للفرد دولار أمريكي          | 34.52 ألف       | 619                            |
| الناتج المحلي الإجمالي للفرد دولار أمريكي                 | 36.62 ألف       | 1.50 ألف                       |
| مؤشر التنمية البشرية                                      | 0.903           | 0.442                          |
| رمز المكالمات الدولي                                      | +81             | +251                           |
| رمز الإنترنت                                              | .jp             | .et                            |
| المنطقة الزمنية                                           | توقيت اليابان   | ت ع م+03:00، توقيت شرق أفريقيا |

## منظمات دولية مشتركة
يشترك البلدان في عضوية مجموعة من المنظمات الدولية، منها:
| علم المنظمة | اسم المنظمة                        | تاريخ انضمام اليابان | تاريخ انضمام إثيوبيا |
| ----------- | ---------------------------------- | -------------------- | -------------------- |
|             | الاتحاد البريدي العالمي            | ?                    | ?                    |
|             | مؤسسة التنمية الدولية              | 27 ديسمبر 1960       | 11 أبريل 1961        |
|             | منظمة حظر الأسلحة الكيميائية       | ?                    | ?                    |
|             | الأمم المتحدة                      | 18 ديسمبر 1956       | 13 نوفمبر 1945       |
|             | وكالة ضمان الاستثمار متعدد الأطراف | 12 أبريل 1988        | 13 أغسطس 1991        |
|             | منظمة الشرطة الجنائية الدولية      | ?                    | ?                    |
|             | مؤسسة التمويل الدولية              | 20 يوليو 1956        | 20 يوليو 1956        |
|             | البنك الدولي للإنشاء والتعمير      | 13 أغسطس 1952        | 27 ديسمبر 1945       |
|             | الاتحاد الدولي للاتصالات           | 29 يناير 1879        | 20 فبراير 1932       |
|             | البنك الإفريقي للتنمية             | ?                    | ?                    |
|             | الفريق المعني برصد الأرض           | ?                    | ?                    |
|             | يونسكو                             | 2 يوليو 1951         | 1 يوليو 1955         |

## أعلام
هذه قائمة لبعض الشخصيات التي تربطها علاقات بالبلدين:
- مولاتو تيشومي (1955 – )
- تكله هواريات تكله ماريام

## وصلات خارجية
- موقع وزارة الخارجية اليابانية
- موقع وزارة الخارجية الإثيوبية